# Fennis Dembo
Fennis Max Dembo (Mobile, 24 de janeiro de 1966) é um ex-jogador de basquete profissional norte-americano que foi campeão da Temporada da NBA de 1988-89 jogando pelo Detroit Pistons.